# Ibrahim Mbaye
Ibrahim Mbaye (* 24. Januar 2008 in Trappes) ist ein französisch-senegalesischer Fußballspieler, der bei Paris Saint-Germain in der Ligue 1 spielt. 

## Karriere

### Verein
Mbaye begann seine fußballerische Ausbildung im November 2013 bei der ES Guyancourt Football, wo er knapp zwei Jahre lang spielte. Anschließend wechselte er für drei Jahre in die Juniorenakademie des FC Versailles, ehe beim Nachwuchsleistungszentrum von Paris Saint-Germain unterschrieb. Dort spielte er in der Saison 2022/23, teilweise noch mit Ende 14 Jahren in der B-Jugend, für die er in zehn Ligaspielen vier Treffer erzielte. In der Spielzeit 2023/24 konnte er sich in der Jugend am häufigsten präsentieren. Für die B-Junioren schoss er elf Tore in nur zehn Partien. Für die A-Junioren absolvierte er 24 Spiele in der U19-Liga, dem Pokal und der UEFA Youth League, wobei er neunmal das Tor traf. Zudem wurde er mit der U19-Mannschaft französischer Meister. Am ersten Spieltag der Saison 2024/25 debütierte Mbaye in der Startelf stehend gegen Le Havre AC, als sein Team 4:1 gewann. Im Januar 2025 unterzeichnete er schließlich seinen ersten Profivertrag bei PSG.

### Nationalmannschaft
Mbaye ist aktuell aktiv in Juniorennationalmannschaften der FFF. Mit der U-16-Nationalmannschaft gewann er 2024 das Turnier von Montaigu.

## Titel
International
- UEFA-Super-Cup-Sieger: 2025 (Paris Saint-Germain)

National
- Französischer Meister: 2025(Paris Saint-Germain)
- Französischer Pokalsieger: 2025 (Paris Saint-Germain)